# Bushbuckridge
Bushbuckridge/Bosbokrand este un oraș din Africa de Sud.